# Wulften am Harz
Wulften am Harz er en by og kommune i det centrale Tyskland, beliggende under Landkreis Göttingen, i den sydlige del af delstaten Niedersachsen. Kommunen ligger i den sydvestlige ende af mittelgebirgeområdet Harzen i samtgemeinden (kommunefællesskabet) Hattorf am Harz, og har knap 1.900 indbyggere (2013).

## Geografi
Wulften am Harz er beliggende ved sydvestenden af Harzen og ved den nordvestlige ende af højdedraget Rotenberg. Fra øst mod vest gennemløbes området af floden Oder. De nærmeste byer er Osterode am Harz (12 km), Herzberg am Harz (15 km) og Göttingen (30 km).